# Ptyonius
Ptyonius es un género extinto de lepospóndilos (pertenecientes al grupo Nectridea) que vivieron a finales del período Carbonífero en lo que hoy son los Estados Unidos.